# Heinz Diekmann
Heinz Diekmann (* 16. April 1906 in Hamm; † 25. Juli 1961 ebenda) war ein deutscher Politiker (CDU). Er war von 1952 bis 1954 Oberbürgermeister der Stadt Hamm.

## Leben
Der Kaufmann Heinz Diekmann beteiligte sich 1946 an der Gründung der Jungen Union in Hamm, trat in die CDU ein und war von 1948 bis 1952 Vorsitzender der Hammer CDU. Er wurde 1946 Stadtverordneter und amtierte von November 1952 bis 1954 als Oberbürgermeister der Stadt Hamm.